# Tomàs d'Aquino
Tomàs d'Aquino (Roccasecca, Laci, 1225 - Fossanova, 7 de març de 1274) fou un dels filòsofs-teòlegs més importants de l'edat mitjana. Va proporcionar bases importants per a la teologia cristiana, en incorporar gran part del llenguatge i les idees aristotèliques.
Hi ha hagut pocs estudis de Tomàs d'Aquino com a personatge històric, en part per l'interès de l'Església de presentar-lo com a personatge atemporal. Se sap que estudià amb Albert el Gran, i que aquest influí notablement el seu pensament. Tomàs d'Aquino ensenyà a Roma, Bolonya i Nàpols.
Tomàs d'Aquino rebé també influències destacables de Plató (tot i que volia mostrar més aviat un aristotelisme, hi ha una petja platònica en el seu pensament), Agustí d'Hipona, i també Averrois i Maimònides, que prenia com a autoritats. Pel que fa a aquest punt, s'observen moltes similituds entre la Guia de perplexos, de Maimònides, i la Summa contra Gentiles, de Sant Tomàs, en la necessitat d'imposar un cert ordre davant dels desorientats.
Les seves obres més importants foren la Summa Theologica, que quedà inacabada, on feu diversos comentaris a la filosofia d'Aristòtil, la Summa contra Gentiles, ja esmentada, on s'elabora una defensa (apologètica) de la fe cristiana en contra dels musulmans, i el De ente et essentia, un opuscle.

## Els primers anys i el desig d'esdevenir dominicà (1225-1244)
Tomàs d'Aquino va néixer cap al 1225, era fill del comte Landulf del castell d'Aquino a Roccasecca al Regne de Sicília, actualment al Laci. A través de la seva mare, Teodora, comtessa de Theate, Tomàs d'Aquino estava relacionat amb la dinastia imperial dels Hohenstaufen El germà de Landulf, Sinibald, va ser abat de l'abadia de Monte Cassino, el monestir benedictí més antic. Mentre que la resta del germans va seguir la carrera militar, la família va destinar Tomàs d'Aquino a seguir el seu oncle a l'abadia, una trajectòria habitual per al fill menor d'una família de la noblesa del sud d'Itàlia.
Amb cinc anys, Tomàs va començar la seva educació primària a Monte Cassino però, després del conflicte militar que va esclatar entre l'emperador Frederic II i el papa Gregori IX, els benedictins foren foragitats de Monte Cassino el 1239. Aleshores Landulf i Teodora varen inscriure Tomàs al Studium generale (universitat), recentment establert per Frederic a Nàpols. Va ser aquí on Tomàs d'Aquino, probablement, va contactar amb el pensament d'Aristòtil, Averrois i Maimònides, tots els quals influirien en la seva filosofia teològica. També va ser durant el seu estudi a Nàpols que Tomàs va tenir la influència de Joan de Sant Julià, un predicador dominic de Nàpols que va formar part activa del reclutament de seguidors devots de l'orde dels dominics. En aquesta institució, el seu mestre d'aritmètica, geometria, astronomia i música va ser Petrus de Iberni.

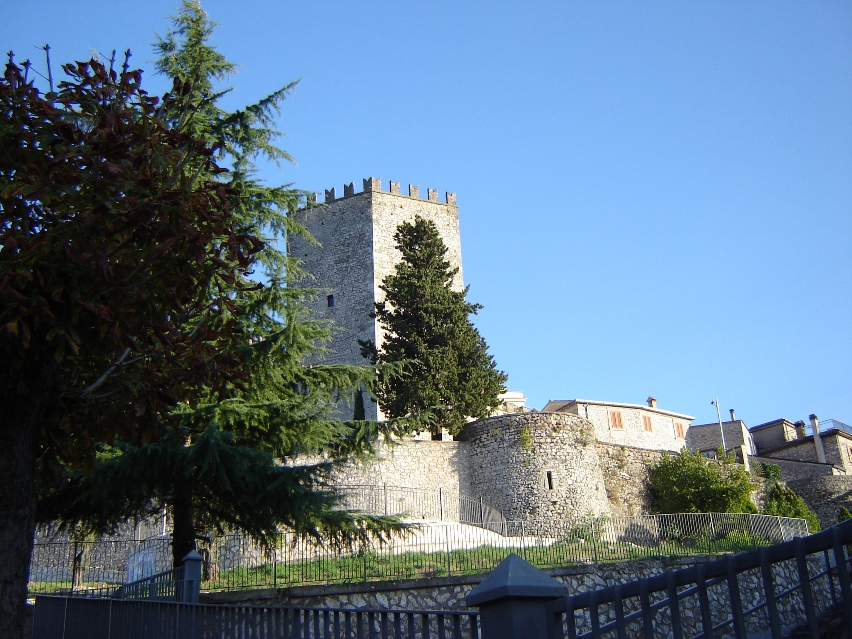
El Castell de Monte San Giovanni Campano

Als dinou anys, Tomàs va decidir unir-se a l'Orde dels Dominics. Aquesta decisió no va agradar gens a la seva família, que esperava que es convertís en un monjo benedictí. En un intent d'evitar la interferència de Teodora en la decisió d'Aquino, els dominics varen pensar de traslladar Tomàs a Roma i més tard a París. En el seu camí cap a Roma, els seus germans, seguint instruccions de Teodora, es van apoderar d'ell mentre bevia d'una font i el van portar de tornada als seus pares al castell de Monte San Giovanni Campano. Va estar detingut durant dos anys a la casa familiar al Monte San Giovanni i a Roccasecca en un intent d'impedir que prengués l'hàbit dominicà i per forçar-lo a renunciar a la seva nova aspiració. Les preocupacions polítiques van impedir que el Papa ordenés l'alliberament de Tomàs fent més llarga la detenció, una detenció sota la tutela de les seves germanes durant la qual va poder comunicar-se amb els membres de l'orde dominic. Els membres de la família es desesperaven en no poder dissuadir Tomàs, que va seguir decidit a unir-se als dominics. Fins i tot dos dels seus germans varen contractar una prostituta per seduir-lo, però ell la va allunyar, brandant un tió. Segons la llegenda, aquella nit, dos àngels se li van aparèixer mentre dormia, reforçant la seva determinació de romandre celibatari. El 1244, car tots els seus intents de dissuadir Tomàs havien fracassat, Teodora va tractar de salvar la cara, organitzant l'escapada de Tomàs d'Aquino de nit i per la finestra. En la seva ment, una escapada secreta era menys perjudicial que una rendició oberta als dominics. Tomàs d'Aquino va ser enviat primer a Nàpols i després a Roma per reunir-se amb Johannes von Wildeshausen, el Superior General dels Dominics.

## París, Colònia, Albert Magne, i la Primera Regència a París (1245-1259)
El 1245, Aquino va ser enviat a estudiar a la Facultat d'Arts de la Universitat de París, on probablement va coincidir amb el dominic Albert Magne, a la càtedra de teologia del Col·legi dels Jacobins, a París. Quan Albert va ser enviat pels seus superiors a ensenyar al nou Studium generale a Colònia el 1248, Aquino el va seguir, declinant l'oferta del papa Innocenci IV per a ser l'abat dominic de Monte Cassino. Albert va designar al studentium magister reticent Aquino. Després de fracassar en la seva primera disputa teològica, Albert, profèticament, va dir: "Nosaltres l'anomenem el bou mut, però en el seu ensenyament un dia produirà un bramul que se sentirà a tot el món".
Tomàs d'Aquino va ensenyar a Colònia com a professor aprenent (baccalaureus biblicus), instruint els estudiants en els llibres de l'Antic Testament i en l'escriptura Expositio super Isaiam ad litteram (Comentari literal sobre Isaïes), Postilla super Ieremiam (Comentari sobre Jeremies) i  Postilla super Threnos (Comentari sobre les lamentacions). Posteriorment, el 1252 va tornar a París per cursar el mestratge en teologia. Va donar conferències sobre la Bíblia com a professor aprenent, i en passar a ser un baccalaureus Sententiarum (llicenciatura de sentències) dedicant els seus tres últims anys d'estudi a fer comentaris sobre les sentències de Pere Llombard. Al primer dels seus quatre llibres de síntesi teològica, Tomàs d'Aquino va compondre un extens comentari de les Sentències anomenat  Scriptum super libros Sententiarium (Comentari de les Sentències). A més dels seus escrits magistrals, va escriure De ente et essentia (L'ésser i l'essència) per als seus companys dominicans de París.
La primavera de 1256 Aquino va ser nomenat mestre regent en teologia a París i un dels seus primers treballs en assumir aquest càrrec fou Contra impugnantes Dei cultum et religionem (contra els que ataquen el culte de Déu i la religió), defensant els ordes mendicants, que havien estat atacades per Guillem de Saint-Amour. Durant el seu mandat entre 1256-1259, Tomàs va escriure nombroses obres, incloent:  Questiones disputatae de veritate (qüestions disputades sobre la veritat), un recull de vint-i-nou preguntes sobre els aspectes controvertits de la fe i la condició humana preparat per als debats de la universitat pública que va presidir en quaresma i advent; Quaestiones quodlibetales (Qüestions quodlibetals), un recull de les seves respostes a les preguntes que li plantejava la comunitat acadèmica; i dos més amb comentaris sobre les obres del filòsof del segle vi Boeci: Expositio super librum Boethii De trinitate (Comentari sobre el De Trinitate de Boeci) i Expositio super librum Boethii De hebdomadibus (Comentari sobre el De hebdomadibus de Boeci). Al final de la seva regència, Sant Tomàs d'Aquino va treballar en una de les seves obres més famoses, Summa contra Gentils.

## Nàpols, Orvieto, Roma i Santa Sabina (1259-1269)
Al voltant de 1259, Tomàs va tornar a Nàpols, on va viure fins que va arribar a Orvieto al voltant de setembre de 1261. En Orvieto, va ser nomenat lector conventual, al front de l'educació dels frares que no podien assistir a un Estudi General. Durant la seva estada a Orvieto, Tomàs d'Aquino va completar la seva Summa contra gentils, i va escriure el Catena Aurea (La Cadena d'Or). També va escriure la litúrgia de la recent creada festa del Corpus Christi i va produir obres per al papa Urbà IV relatives a la teologia de l'Església Ortodoxa Grega la teologia, com ara, Contra errores Graecorum. El 1265 els dominics li varen ordenar per establir un Studium generale de l'Orde a Roma, al priorat de Santa Sabina, el que va fer de 1265 fins que va ser reclamat per tornar a París el 1268. Va ser a Roma on Tomàs d'Aquino va començar la seva obra més famosa, Summa Theologica, i va escriure una sèrie d'altres obres com el seu inacabat  Compendium Theologiae and Responsio ad fr. Ioannem Vercellensem de articulis 108 sumptis ex opere Petri de Tarentasia (Resposta a fra Joan de Vercelli en relació als 108 articles del treball de Pere de Tarentaise). En la seva posició com a cap de Studium, va dur a terme una sèrie d'importants disputes en el poder de Déu, que va compilar en el seu De potentia.

## La Segona Regència a París (1269-1272)

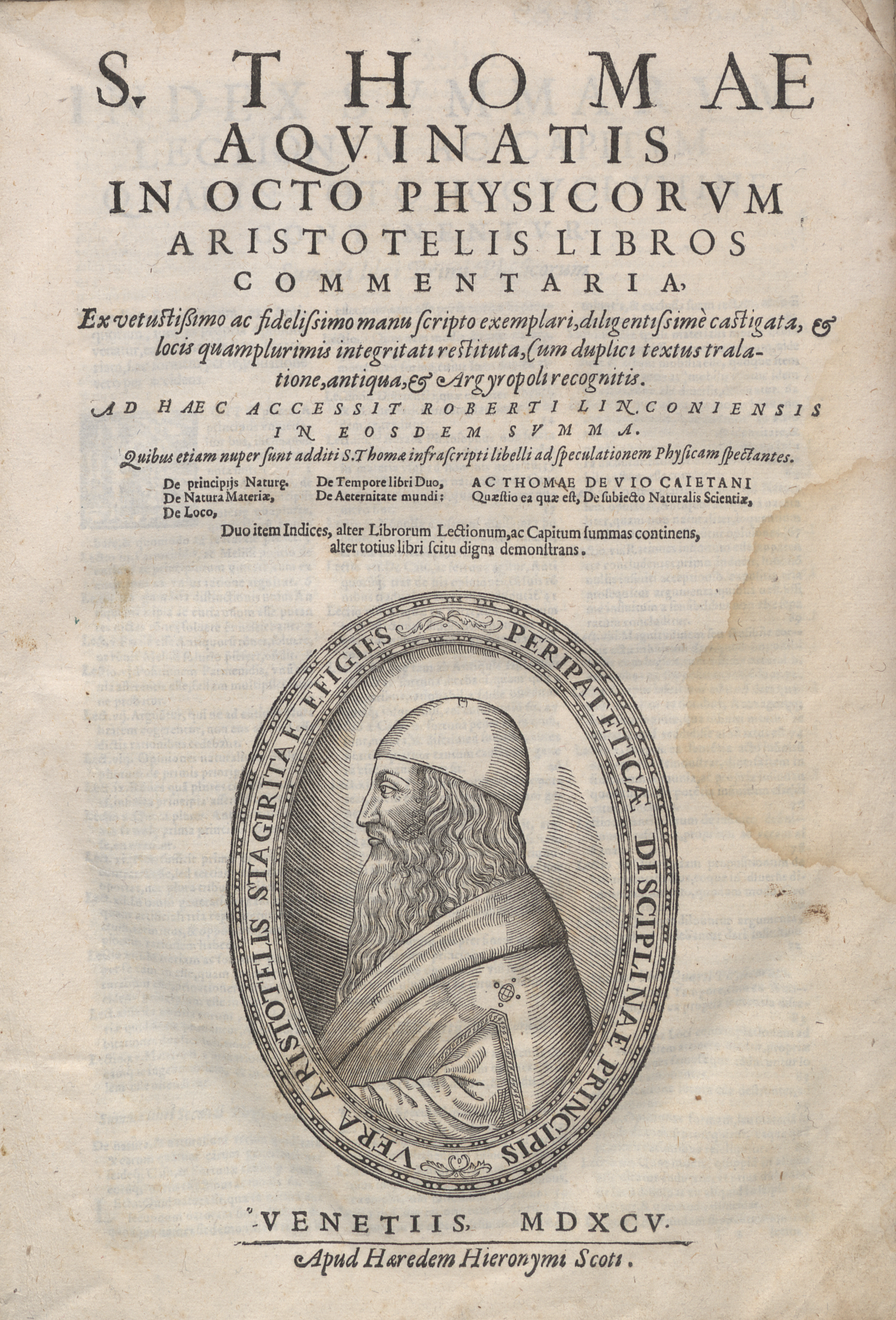
Super Physicam Aristotelis, 1595

El 1268 l'orde dominic va assignar Aquino com a regent de la Universitat de París per segona vegada, una posició que va mantenir fins a la primavera de 1272. Part de la raó d'aquest sobtat canvi de destinació sembla haver sorgit de l'aparició de l'averroisme o "aristotelisme radical" a les universitats. En resposta a aquests mals percebuts, Tomàs va escriure dues obres, una d'elles De unitate intellectus, contra Averroistas (Sobre la unicitat de la intel·ligència, en contra dels averroistes) en el qual acusava l'averroisme de ser incompatible amb la doctrina cristiana. Durant la seva segona regència, va acabar la segona part de la Summa i va escriure De virtutibus i De aeternitati mundi, l'última d'elles dedicada a la controvèrsia averroista i aristotèlica de l'existència eterna de l'univers.
Les disputes amb alguns franciscans importants com Bonaventura de Bagnoregio i John Peckham varen fer la seva segona regència molt més difícil i problemàtica que la primera. Un any abans que Tomàs d'Aquino tornés a assumir la regència, a les disputes de 1266-67 a París, el mestre franciscà Guillem de Baglione va acusar Tomàs d'Aquino d'encoratjar als averroistes, anomenant-lo el "líder cec dels cecs". Tomàs d'Aquino va anomenar a aquestes persones murmurantes (rondinaires). En realitat, Sant Tomàs d'Aquino estava profundament preocupat per la propagació de l'averroisme i es va enfurismar quan va descobrir Siger de Brabant ensenyant interpretacions averroistiques d'Aristòtil als estudiants de París.
El 10 de desembre 1270, el bisbe de París, Étienne Tempier, va publicar un edicte condemnant tretze proposicions Aristoteliques i Averroistiques per herètiques i va excomunicar a tot aquell que ho seguia recolzant. Molts a la comunitat eclesiàstica, l'anomenada Agustiniana, temien que aquesta introducció de l'aristotelisme i l'averroisme més extrem poguessin contaminar la puresa de la fe cristiana. Pel que sembla un intent de contrarestar el creixent temor del pensament d'Aristòtil, Tomàs d'Aquino va realitzar una sèrie de disputes entre 1270 i 1272: De virtutibus in communi (La virtut en general), De virtutibus cardinalibus (Les Virtuts Cardinals) De spe (L'Esperança).

## Dies finals (1272-1274)
El 1272 Tomàs d'Aquino es va acomiadar de la Universitat de París, quan els dominics de la seva província natal li van fer una crida per establir un Studium Generale on a ell li agradés i amb l'equip que volgués. Va escollir Nàpols per establir la institució, i es va traslladar per prendre el seu càrrec de mestre regent. Es va prendre el seu temps a Nàpols per treballar en la tercera part de la Summa al mateix temps que feia conferències sobre diversos temes religiosos. El 6 de desembre de 1273 Aquino estava celebrant la missa de Sant Nicolau quan inesperadament va abandonar la seva rutina i es va negar a dictar al seu col·laborador Reginaldo de Piperno. Quan Reginald li va pregar de tornar a la feina, Tomàs va respondre: "Reginaldo, no puc, perquè tot el que he escrit sembla com palla per a mi". (mihi videtur ut Palea). Es desconeix què va ser exactament el que va desencadenar l'episodi de Sant Tomàs. Alguns han plantejat que va patir un accident vascular cerebral, un col·lapse físic o nerviós o una combinació dels tres. Més comunament, tal com indica la seva resposta a Reginald, es creu que va tenir algun tipus d'experiència mística que el va portar a dubtar de l'eficàcia de la lògica i la raó per entendre Déu. Després de ficar-se al llit, es va recuperar una mica.
Buscant per trobar una manera de reunir les esglésies oriental i occidental, el papa Gregori X va convocar el Concili de Lió II, celebrat l'1 de maig de 1274 i va convocar a assistir a Sant Tomàs d'Aquino. A la reunió s'havia de presentar el treball d'Aquino per al papa Urbà IV relatiu als grecs Contra errores Graecorum. En el seu camí cap al Consell, cavalcant sobre un ase al llarg de la via Àpia, es va colpejar el cap amb la branca d'un arbre caigut i es va posar greument malalt una altra vegada. Va ser ràpidament acompanyat a Monte Cassino per refer-se. Després de descansar una estona, va sortir una altra vegada, però es va aturar a la cistercenca abadia de Fossanova després de tornar a trobar-se malament. Els monjos el van cuidar durant diversos dies, i en rebre la seva extremunció deia: "Jo et rebo, el rescat de la meva ànima. Per amor a tu he estudiat i vetllat, treballat, predicat i ensenyat ..." Va morir el 7 de març de 1274 alhora que el comentari sobre el Càntic dels Càntics.

## Condemna de 1277 i canonització posterior
El 1277 Etienne Tempier, el mateix bisbe de França que havia dictat la condemna de 1270, va emetre una nova i més extensa condemna. Aquesta nova condemna tenia per objecte aclarir que el poder absolut de Déu transcendeix els principis de la lògica que Aristòtil o Averrois pugui aplicar. Més en concret, contenia una llista de 219 propostes que el bisbe havia decidit que violaven l'omnipotència de Déu, i hi figuraven vint propostes tomistes. La seva inclusió va danyar la reputació d'Aquino, durant molts anys.
A "La Divina Comèdia", Dante veu l'esperit gloriós de Tomàs d'Aquino en el cel del Sol, amb els exemplars d'altres grans de la saviesa religiosa. Dante també afirma que Sant Tomàs d'Aquino va morir per enverinament, per ordre de Carles d'Anjou. Villani (ix. 218) cita aquesta creença, i l'Anonimo Fiorentino descriu el delicte i el seu motiu. Però l'historiador Ludovico Antonio Muratori reprodueix el relat fet per un dels amics de Sant Tomàs d'Aquino, i aquesta versió de la història no dona cap indici de joc brut.
Cinquanta anys després de la mort de Tomàs d'Aquino, el papa Joan XXII, amb seu a Avinyó, va santificar Tomàs. La teologia de Tomàs havia començat el seu ascens al prestigi. Dos segles més tard, el 1567, el papa Pius V equiparava la festa de Sant Tomàs d'Aquino amb la dels quatre grans pares llatins: Ambròs, Agustí d'Hipona, Jerònim, i Gregori. No obstant això, en el mateix període del Concili de Trento encara es tornaria cap a Joan Duns Escot abans que a Tomàs, com a font d'arguments en defensa de l'Església. Tot i que Duns Scotus va ser consultat al Concili de Trento, Aquino segueix mantenint l'honor de tenir la seva Summa Teològica col·locada a l'altar al costat de la Bíblia i els decrets. No va ser sinó fins al Concili Vaticà I que Tomàs va ser elevat a la condició per excel·lència de "mestre de l'Església".
A la seva Encíclica, de 4 d'agost de 1879, el papa Lleó XIII va declarar que la teologia de Sant Tomàs va ser una exposició definitiva de la doctrina catòlica. Així, va dirigir al clergat a prendre les ensenyances de Sant Tomàs d'Aquino com la base de les seves posicions teològiques. Lleó XIII també va decretar que tots els seminaris i universitats catòliques havien d'ensenyar les doctrines de Sant Tomàs, i si Sant Tomàs no havia parlat sobre un tema, els professors eren "instats a ensenyar conclusions que fossin conciliables amb el seu pensament." El 1880, Aquino va ser declarat patró de tots els establiments educatius catòlics.
En un monestir de Nàpols, a prop de la catedral de Sant Genar, es mostra la cel·la en la qual suposadament vivia. Les seves restes van ser dipositades a l'Església dels jacobins a Tolosa de Llenguadoc en 1369. Entre 1789 i 1974 varen estar a la Basílica de Sant Serni de Tolosa. El 1974 van ser retornades a l'Església dels Jacobins, on han estat des de llavors.
En l'Església Catòlica Romana, Sant Tomàs d'Aquino té dos dies de festa. Al santoral és recordat el 28 de gener, la data del trasllat de les seves relíquies a Tolosa. Al calendari romà de 1962 Sant Tomàs d'Aquino es commemora el 7 de març, el dia de la seva mort.

## Doctrina filosòfica

### Epistemologia
A Tomàs d'Aquino li interessa la separació entre filosofia i teologia; són dues ciències diferents, fins i tot quan s'ocupen del mateix subjecte. Ara bé, no s'arriben a contradir, ja que ambdues cerquen la mateixa veritat, i per tant, no poden ser incompatibles: on no arriba una (perquè no li pertoca, no per una deficiència en el seu saber), arriba l'altra. La teologia s'ha de fonamentar en la Revelació divina, mentre que la filosofia ha de fer-ho en la llum de la raó, però aquesta ha de consistir en elucidació i prolongació de la fe, i no trencar amb ella.

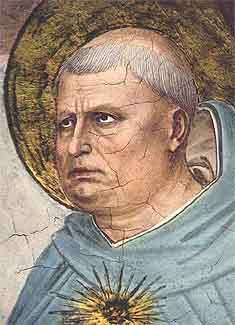
St. Tomàs, per Fra Angelico
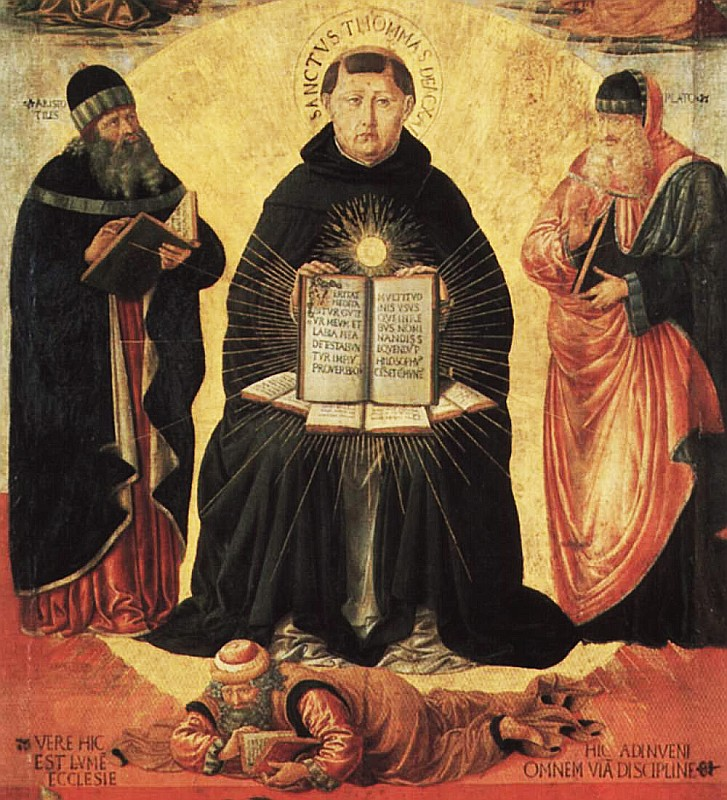
Pintura de Benozzo Gozzoli, 1470 ca., amb el sant entre Aristòtil i Plató, triomfant sobre Averrois (París, Louvre)
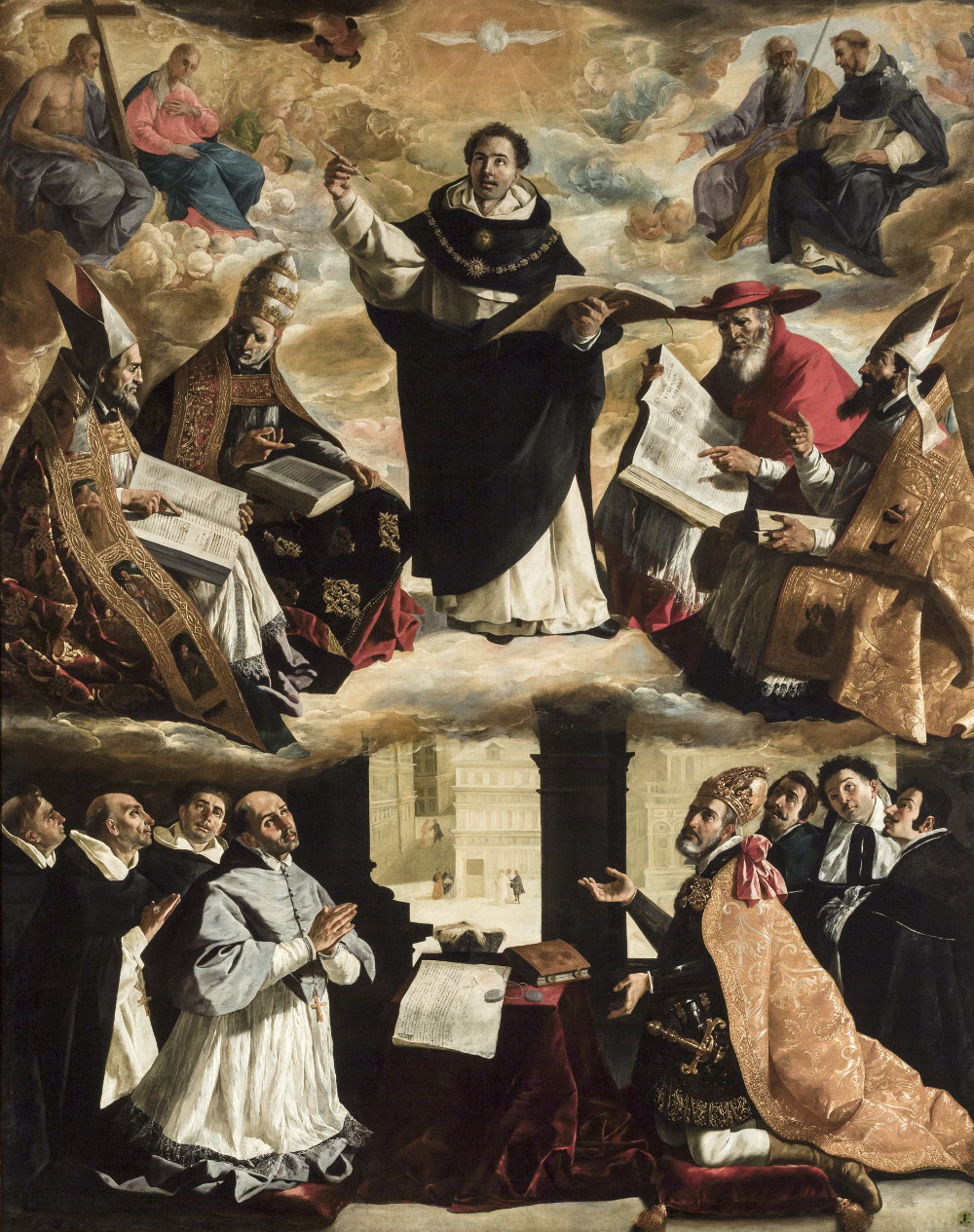
El triomf de Sant Tomàs d'Aquino, de Francisco Zurbarán (Sevilla, Museo de Bellas Artes)
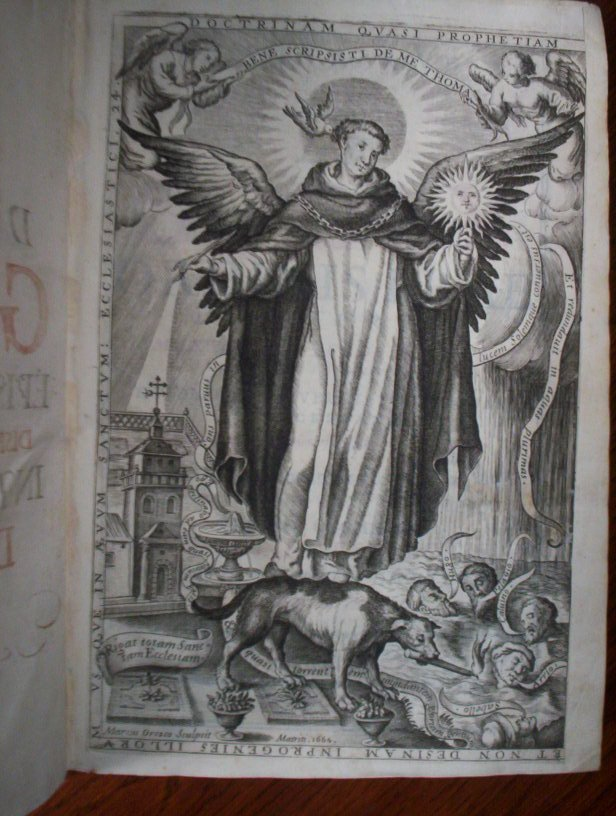
Al·legoria del sant a un volum de Disputationes theologicae; gravat del s. XVII

Accepta la divisió del coneixement humà en dues parts: una part sensible, que l'home comparteix amb els animals, i una part intel·lectual, que és pròpia tan sols de l'home. La part sensible del coneixement és descrita com l'acció mitjançant la qual l'ésser de l'objecte s'imposa al subjecte que coneix. El coneixement sensible copsa la particularitat de les coses, i la comunica a l'enteniment. Per tant, els sentits poden ser externs (els cinc sentits humans), o també interns (el sentit comú, la memòria i la imaginació).
Pel que fa a la seva explicació del coneixement intel·lectual, Tomàs d'Aquino parla de diversos temes. Pel que fa al problema dels universals, adopta una postura realista, defensant que els universals existeixen in re (en la cosa), ante rem (en la ment de Déu), i post rem (en la ment humana, per abstracció). Assimila, així, un cert platonisme i aristotelisme en un realisme moderat.
Tomàs d'Aquino estableix també una divisió entre tres tipus d'enteniment intel·lectual:
- Enteniment diví, el propi de la ment de Déu.
- Enteniment angèlic, que consolida l'intel·lecte diví davant de l'humà. Més endavant, Francisco Suárez també elaborarà un tractat sobre la figura dels àngels.
- Enteniment humà, que tracta des d'un punt de vista aristotèlic. En no ésser material, només pot moure's en l'immaterial, i percebre les Formes. Elabora una distinció entre intel·lecte agent i intel·lecte pacient, però afirma que no són més que dos aspectes del mateix tipus d'intel·lecte.

El judici en la ment es té com una operació mental que combina dos conceptes o idees relacionades entre si, afirmant-se o negant-se. En el judici, la veritat es dona si s'expressa el que de debò és el subjecte. En un sentit més general, afirma que la veritat és adequatio rem et intellectus, adequatio intellectum et rei, l'adequació entre la cosa i l'intel·lecte.
Delimita també unes determinades normes de demostració i principis per a l'argumentació: el principi de no contradicció (el més important, i el més característic del tomisme), el de la raó suficient i el de causalitat. Els principis traspassen la barrera del subjecte, de forma que s'estableixen com a veritables principis ontològics, en la línia que busca Tomàs d'Aquino de fer correspondre l'ontologia i l'epistemologia.

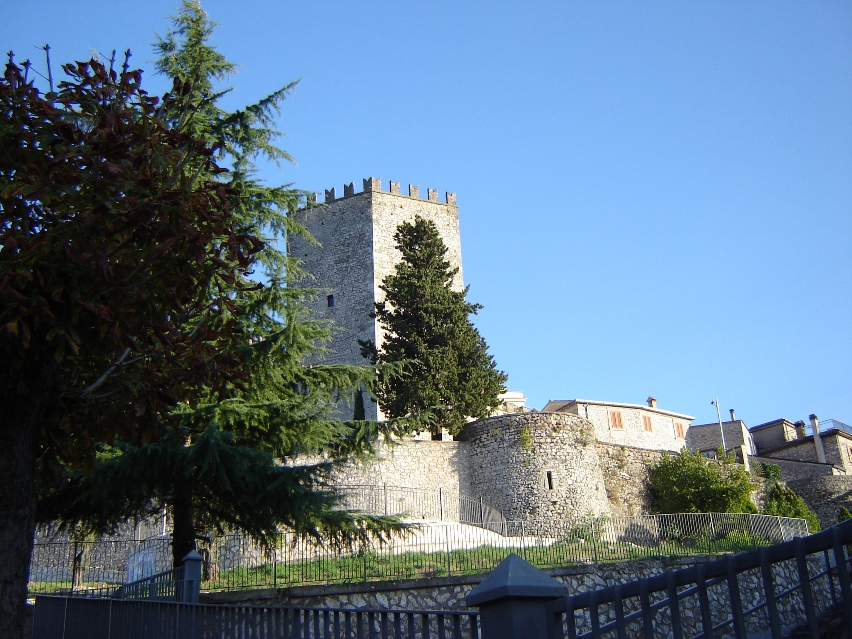
Castell de Monte San Giovanni Campano, on el sant va ser tancat per la seva família
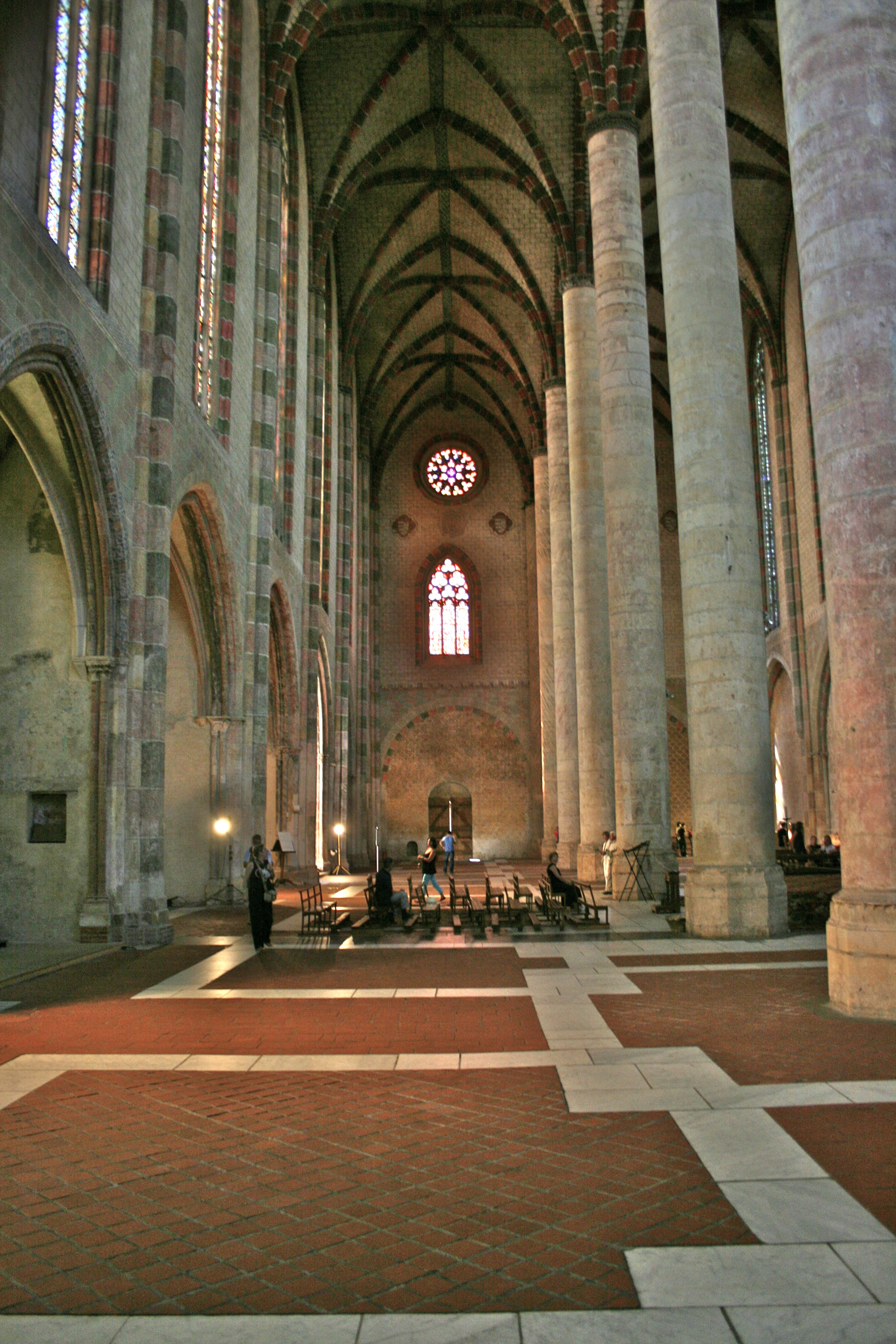
Nau dels Jacobins de Tolosa, on hi ha la tomba del sant
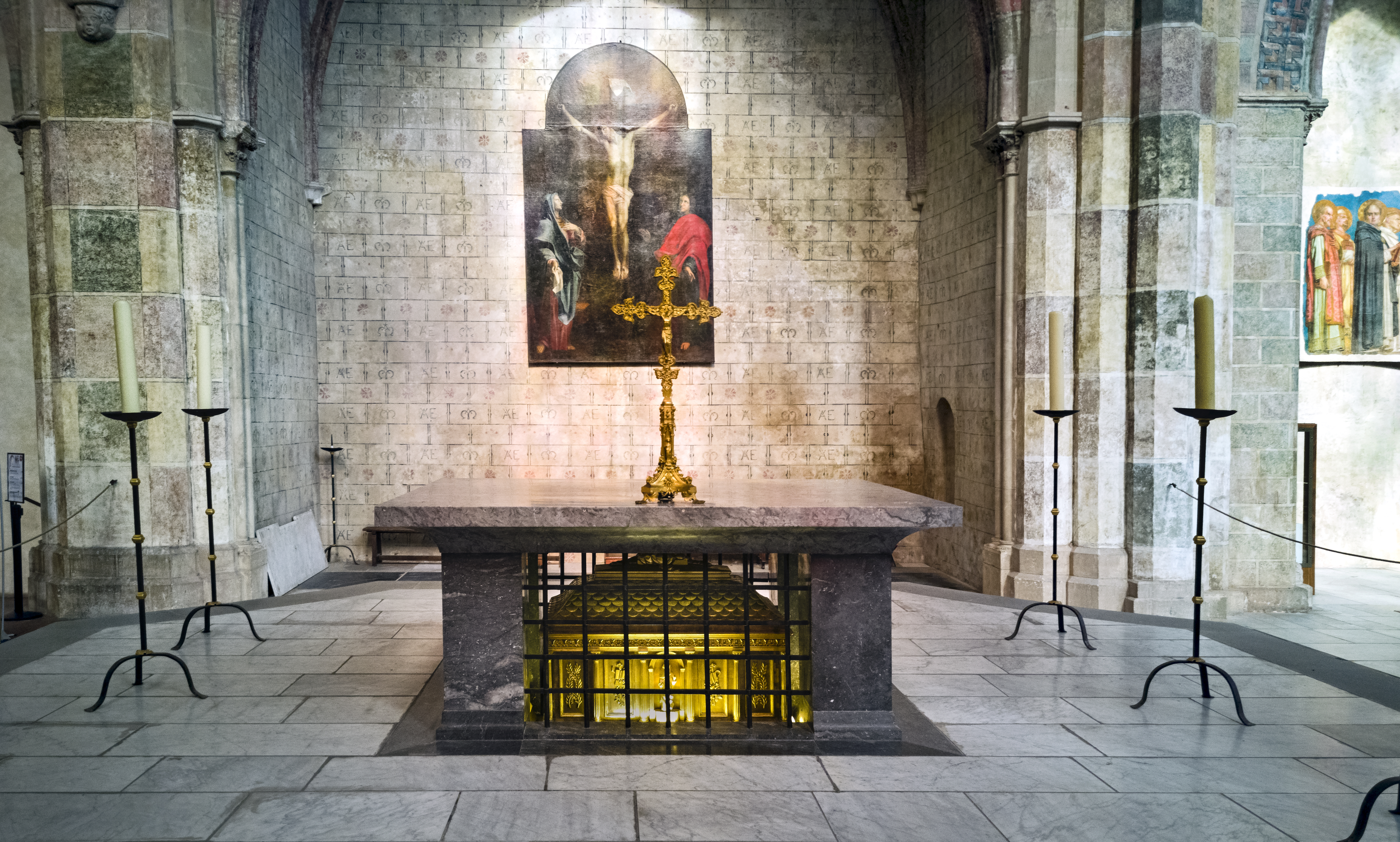
Urna amb les restes del sant als Jacobins de Tolosa
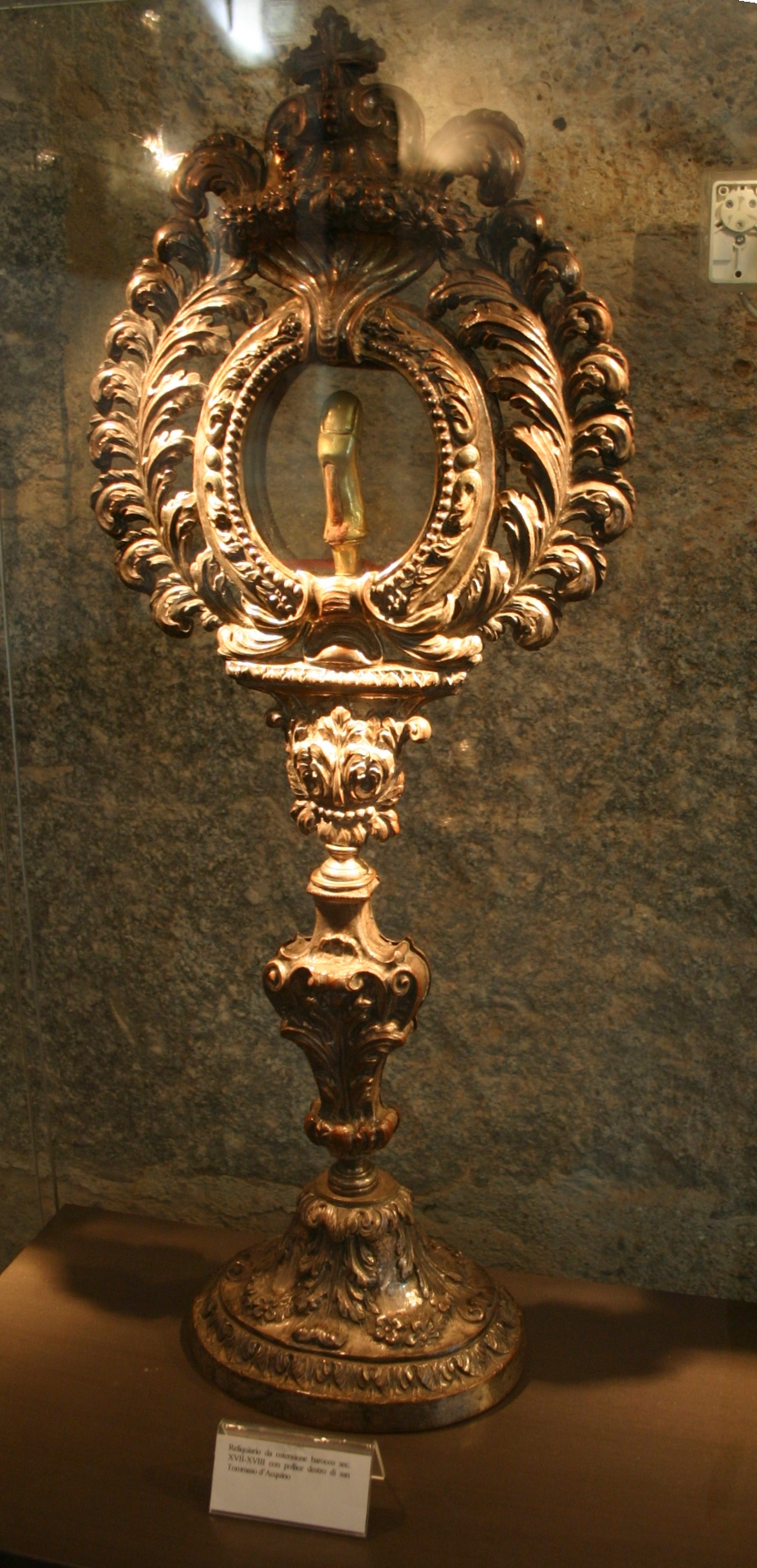
Reliquiari amb el polze dret de Sant Tomàs, a Sant'Eustorgio de Milà (s. XVII)

### Filosofia de la natura
Tomàs d'Aquino planteja una jerarquia de l'univers cap a un fi, seguint un criteri finalista propi de la concepció teleològica aristotèlica. Intenta plantejar-ho com un desenvolupament de la natura vers una forma perfecta.
Estableix també una divisió del món en món inorgànic, món orgànic i món anímic.

### Metafísica
Tomàs d'Aquino estableix una distinció molt important entre essència i existència. Aquesta distinció suposa el canvi de mentalitat més destacable que sorgeix amb el cristianisme en filosofia, com a confirmació del pas entre la filosofia antiga, on tot el que succeïa al cosmos era necessari, cap a la mentalitat judeocristiana, on el món és bàsicament contingent (és com és, però podria haver estat d'una altra manera).
Així, Sant Tomàs precisa que en els éssers contingents, l'existència no és exigència de la seva essència: és, però podria no haver estat, mentre que en l'ésser diví, l'existència és exigència de la seva essència (acceptant així bàsicament la teoria d'Al-Farabí).
L'ens és el singular que posseeix l'ésser, i té, per tant, essència i existència (reuneix el que és i el fet d'existir). També és el que és susceptible de coneixement.
Distingeix també entre substància i accident, seguint la terminologia d'Aristòtil. Substància és allò al qual correspon no existir en un altre. Sempre està en potència respecte a l'acte d'ésser. L'accident és allò que existeix en un altre, i no és per ell mateix. Existeix una substància primera, que seria l'individu, i una substància segona, que seria pròpiament l'essència.
L'obra de Tomàs d'Aquino (i tot el moviment tomista) és especialment important perquè, en comentar aquestes divisions, ha marcat tota la interpretació filosòfica posterior de l'obra d'Aristòtil, i la manera com s'entén fins i tot avui en dia.

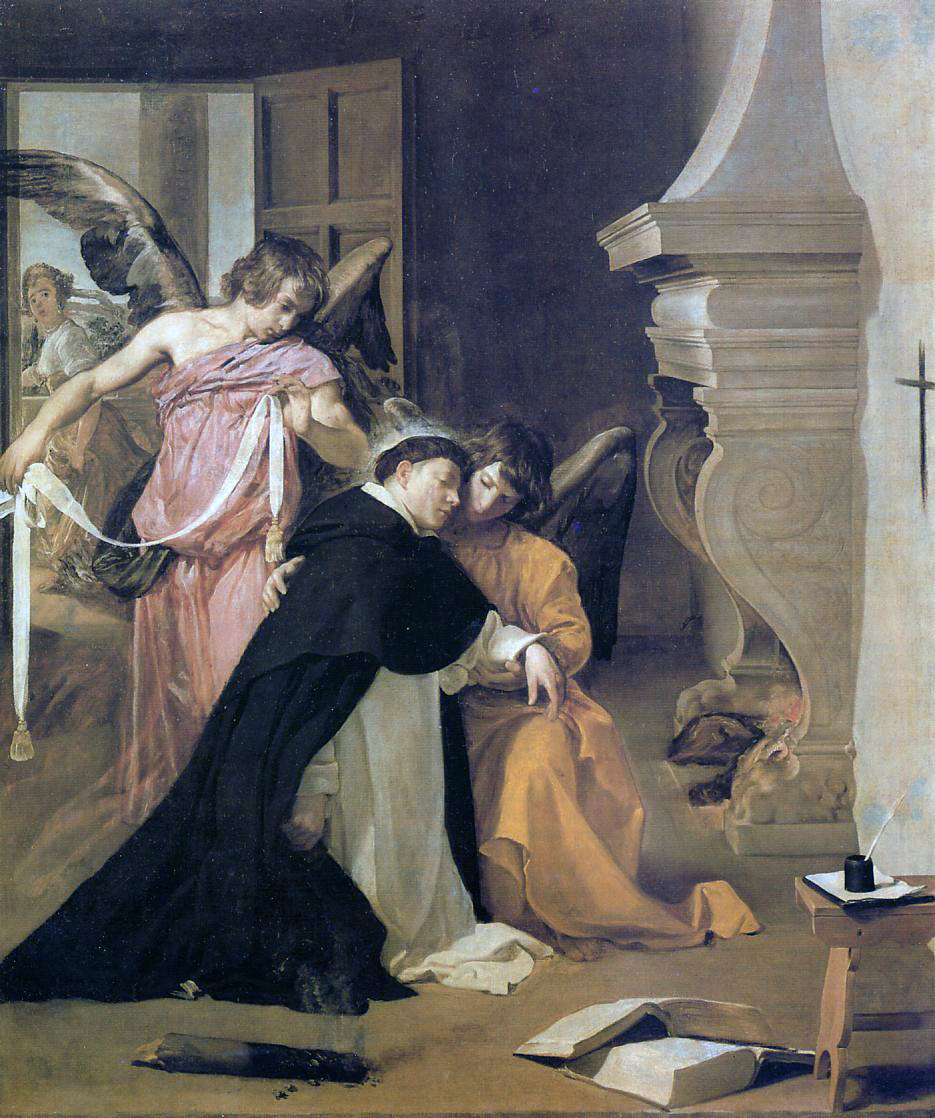
Temptació de Sant Tomàs per Diego Velázquez, 1632 (Museu Diocesà d'Oriola)
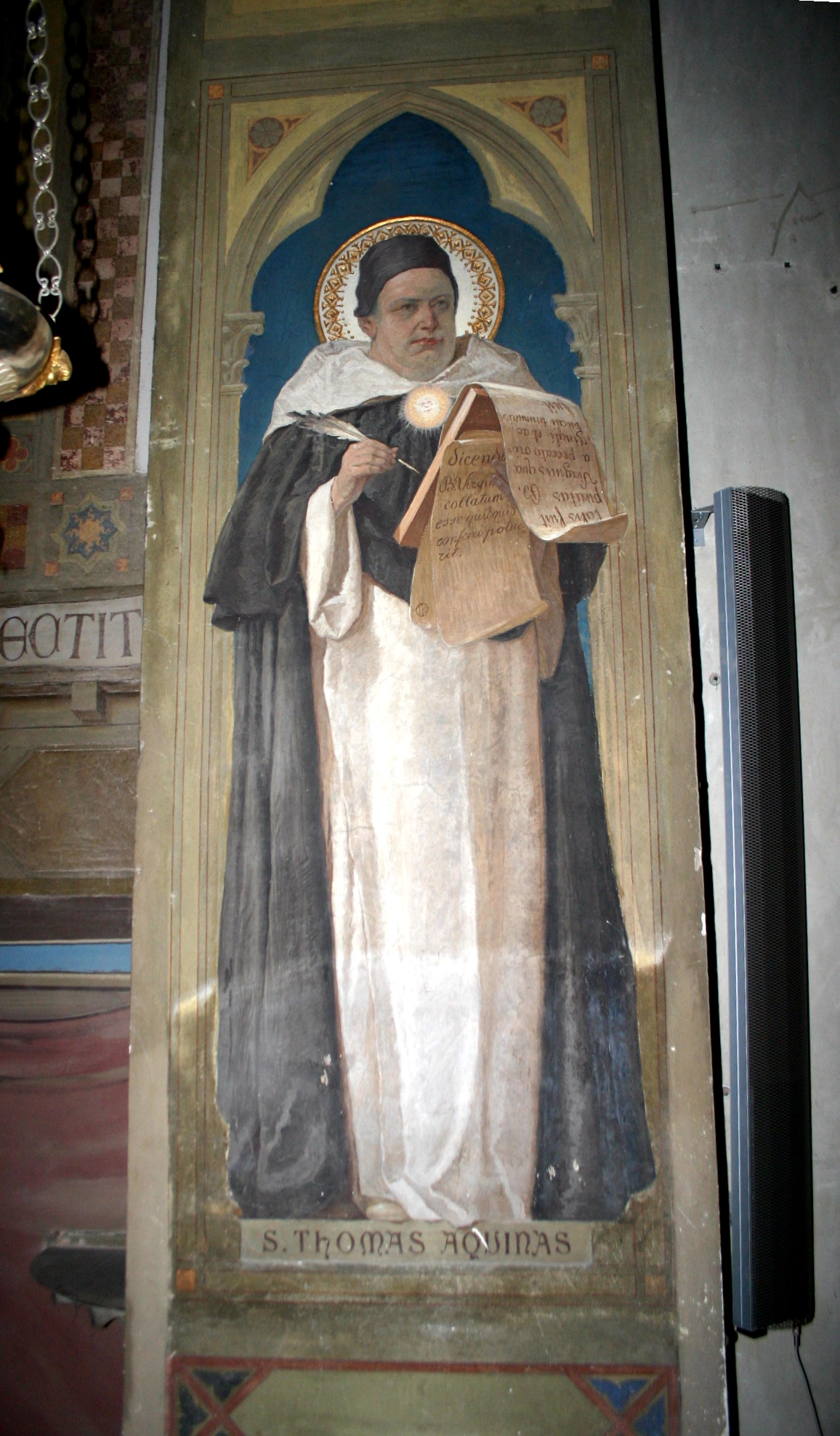
Fresc d'Osvaldo Bignami (1909) a Sta. Maria del Carmine de Milà
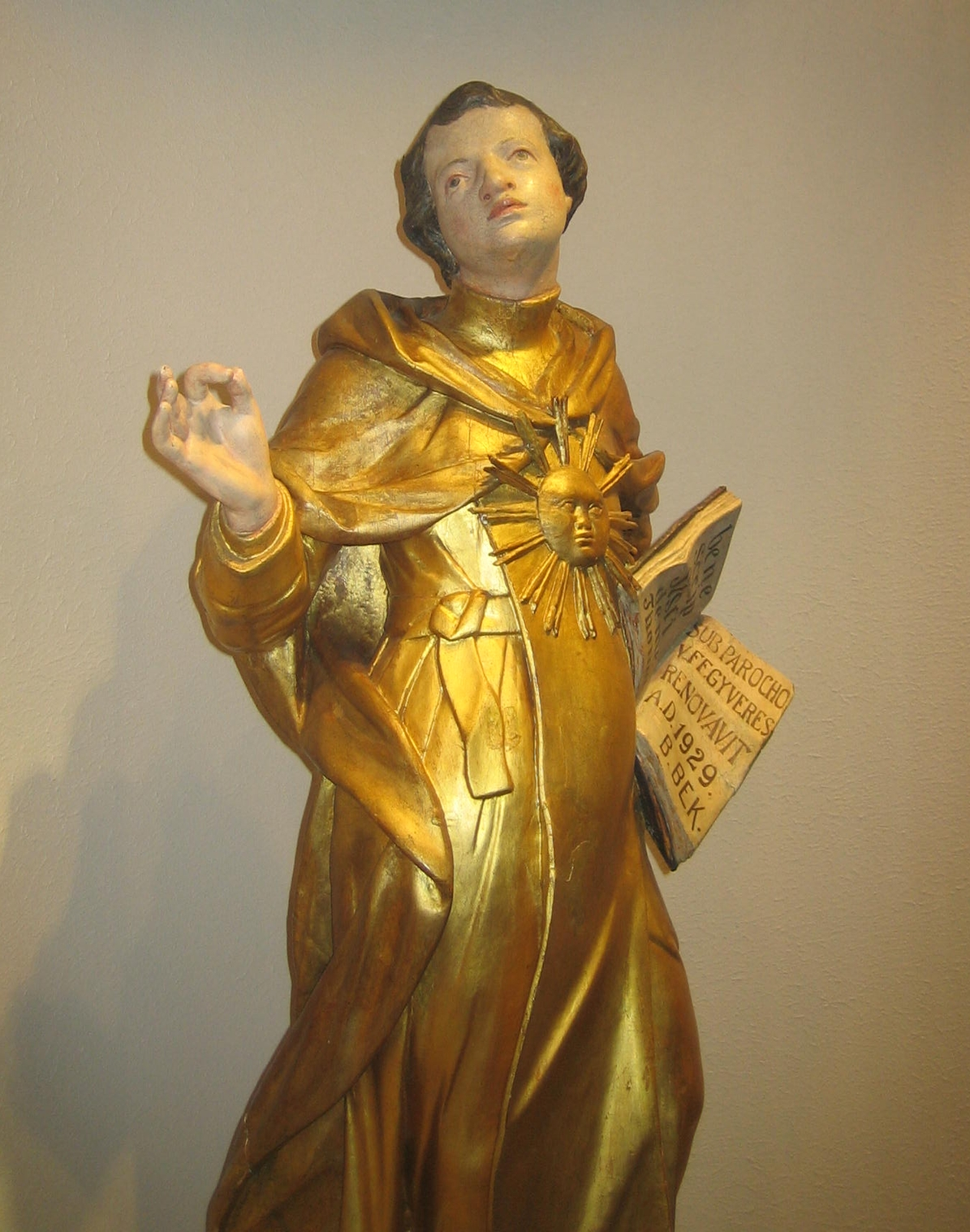
Escultura eslovaca del segle xvii.
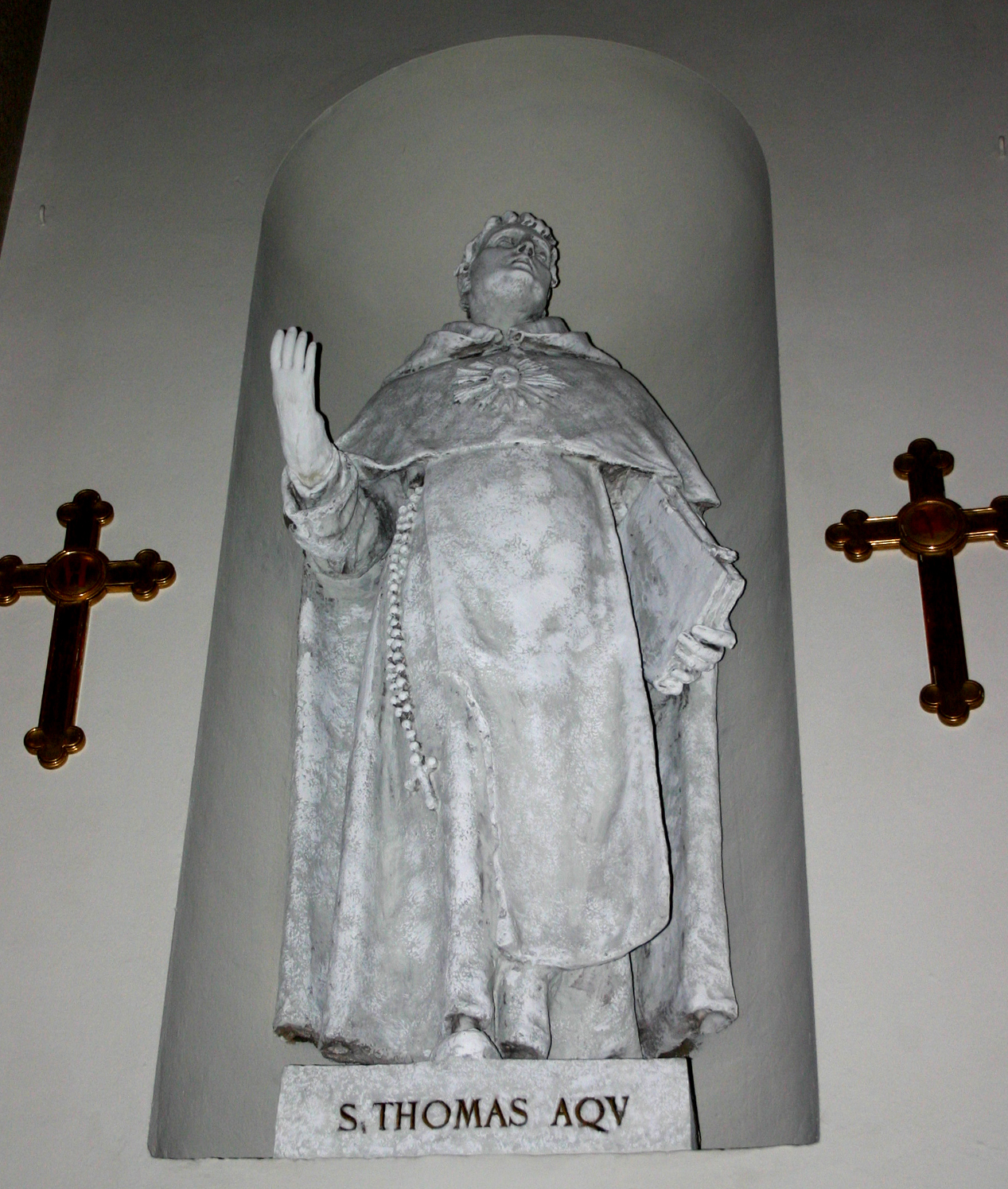
Escultura del s. XIX (Milà, San Carlo al Corso)

### Teologia

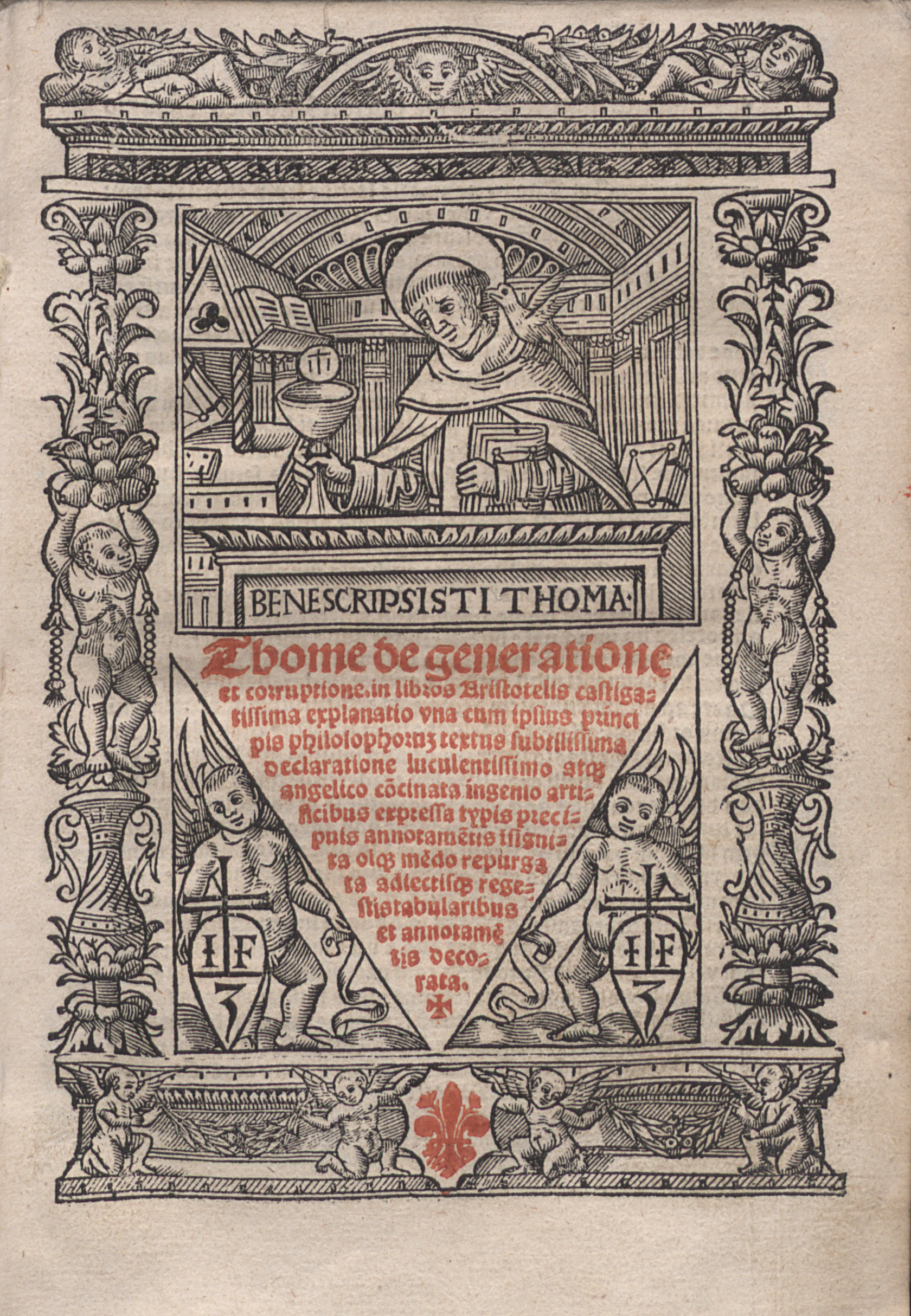
Super libros de generatione et corruptione

La definició que Tomàs d'Aquino fa de Déu és una assimilació del motor immòbil d'Aristòtil a la idea de Déu Creador i Provident. Defensa també una creació del món ex nihilo, del no-res, ja que creu que Déu es val de les idees de la seva ment en l'acte de la creació.
Tomàs d'Aquino considera que la Teologia és l'últim dels sabers humans, ja que pressuposa els altres coneixements, ratificant, així, la noció de Filosofia Primera d'Aristòtil. Des d'un punt de vista teològic, Sant Tomàs creu que Déu és Un, en essència, però una Trinitat en les persones divines.
Rebutja l'argument ontològic de Sant Anselm, en considerar-lo a priori, i per tant, sense cap aportació real. Proposa, doncs, un argument a posteriori, més fàcil d'entendre i que es basi en la via física, basant-se en el caràcter d'indubtabilitat dels seus raonaments.
Es tracta de les conegudes cinc proves de l'existència de Déu, que són descrites breument a continuació:
1. Prova del moviment. Tot moviment o canvi suposa un moviment precedent. És inadmissible un moviment infinit, i per això cal un primer motor, al qual res no el mogui (tot té principi i final). A aquest primer motor l'anomenem Déu.
2. Per les causes eficients de les coses. Tot efecte pressuposa una causa. No es pot admetre una sèrie infinita d'efectes i causes, de manera que cal una primera causa eficient: Déu.
3. Per la contingència de les coses. Tot el que rep l'existència d'un altre és contingent, és a dir, no necessari. El que és contingent no té en si la necessitat, l'existència, més que per un altre. Així, doncs, cal un ésser necessari en forma absoluta per generar tots els contingents.
4. Pels graus de perfecció. Les coses no són perfectes, però participen d'una perfecció. Necessàriament, ha d'haver-hi un ésser en què es concentri tota la perfecció, quelcom que sigui causa de l'ésser, de la bondat, i de totes les perfeccions de què participen els homes i la resta de criatures.
5. Per l'ordre de l'univers. El món revela que hi ha una finalitat intel·ligent en l'univers: els éssers tendeixen a un bé que algú ha hagut de crear, i pel qual totes les coses naturals siguin ordenades per a si. Aquest ordre no pot estar en la naturalesa, sinó que ha de provenir d'una intel·ligència ordenadora, Déu.

Aquestes cinc vies per a l'existència de Déu ha generat molt debat entre els acadèmics. Un primer punt de discussió és el fet que Sant Tomàs no es refereixi explícitament a Déu, sinó que demostra cada una de les propietats que li interessen, i afegeix et hoc dicimus Deum ("i a això l'anomenem Déu"). Es tracta d'una postura fideista o purament racional? Pel que fa a l'anàlisi hermenèutic, cal destacar que en les cinc vies es fan servir moltes termes aristotèlics (especialment en les dues primeres). El quart argument suposa una acceptació implícita dels arguments sobre la perfecció d'Agustí d'Hipona i d'Anselm de Canterbury, en una línia d'influència més platònica.

### Moral
Tomàs d'Aquino se centra més en la filosofia d'Aristòtil que en l'Evangeli, i en general, més en la doctrina dels antics que en els ensenyaments de les Escriptures. A continuació, es troba un breu resum de les seves creences més notables en cada camp.
- La Llei. La considera la manifestació d'algun Bé. No crea el Bé, però el fa experimentar. El fi que cal perseguir és el Bé, que és la Felicitat.
- Les virtuts teologals. Afegeix Fe, Esperança i Caritat, les virtuts teologals, a les ja descrites per Aristòtil. La Gràcia la considera un do atorgat per Déu, que és necessari a l'home per poder assolir la Virtut.
- El Mal és un defecte o privació, producte de la llibertat de l'home. Déu permet el mal per no negar la llibertat de l'home. Per tant, del Mal hom pot arribar al Bé.
- Vida moral. La finalitat és la felicitat. Distingeix entre la felicitat objectiva: el Bé Suprem, Déu, a què l'home s'ha d'atansar, i la felicitat subjectiva, que és la participació del summe Bé.
- Moral econòmica. L'economia ha d'estar relacionada amb la virtut de la Justícia, i ha d'estar feta per al servei de la moral.
  - Pel que fa a la propietat privada, considera que no procedeix del dret natural, tot i que no s'hi oposa. En tot cas, es tracta d'una funció, i no d'un dret absolut.
  - En el cas dels beneficis comercials, els considera lícits sempre que siguin justos. El diner ha de ser improductiu, i s'ha de fer servir tan sols per pagar coses. Així, considera il·lícits els interessos que pretenen cobrar els usurers.
- Política. Creu que l'home està dotat d'una sociabilitat natural en la vida, material i espiritual, i que aquesta és el fonament de la societat civil. L'autoritat ordena els diversos components de la societat (individu, família, municipi) en una unitat superior, que és l'Estat. Es donen formes de govern justes i també altres de dolentes: tirania, oligarquia, demagògia. La llei política ha de ser: eterna, car ha d'estar basada en Déu, i ser fonament del dret, natural, en pertànyer a la moral de l'home, i positiva, com a llei civil.

## Influències i repercussions
Tomàs, tot i ser teòleg, destacà per haver llegit i estudiat exhaustivament tots els intel·lectuals referencials del moment, filòsofs inclosos, d'aquí que en pogués fer una síntesi tan extensa i consistent. Els materials per al seu pensament són d'origen molt divers.
En primer lloc de Plató. A ell li deu certa doctrina de la participació (encara no plenament metafísica) per explicar la relació entre Déu i les criatures, així com la qüestió dels graus de perfecció. Tomàs també coneixia els estoics com antecedents de la idea tomista de llei natural.
D'Aristòtil en pren les seves teories principals, encara que amb la perspectiva cristiana de l'ésser. Els conceptes de forma i matèria, acte i potència, substància i accidents i Déu com a fonament últim dels moviments de la realitat (primera i cinquena via). Assumeix tota la seva teoria del coneixement i les bases de la seva antropologia: la concepció formal de l'ànima, la seva divisió tripartita, etc. En ètica i política recull el concepte i la classificació aristotèlica de la virtut i completa les seves aportacions sobre la llei natural (base del dret natural, que, tot i defensat per John Locke i Immanuel Kant, és metafísic), i completa aquests esquemes amb la referència a la llei eterna i les virtuts teologals (alienes a la pròpia cultura grega). D'altra banda, la lògica l'accepta íntegrament des de la seva joventut.
Del pensament musulmà i jueu, a més d'acollir els comentaris a Aristòtil, destaca per la seva atenció a Avicenna en la seva distinció (encara inexacta, a causa del seu essencialisme) entre essència i existència, i en la formulació de la Tercera Via. D'altra banda, de Maimònides en recull la defensa de la creació del no-res i la seva manera de comprendre les relacions entre fe i raó. Quant a allò cristià, és fonamental recordar la seva adhesió ineludible a la Bíblia, els decrets dels concilis i dels Papes (en destaca Gregori el Gran pels seus tractats morals i pastorals). Entre els Pares de l'Església destaca, eminentment, Agustí d'Hipona en la relació dels atributs de Déu, la idea de la creació o la tesi de la immaterialitat de l'ànima, la qüestió de la Trinitat entre moltes altres qüestions.
Dels altres neoplatònics, com Pseudo-Dionís l'Areopagita, assumeix els aspectes neoplatònics de les seves obres, com el concepte de participació i els graus de perfecció, en clau teològica. De Boeci, les seves aportacions als dogmes trinitaris i cristològics. Albert Magne, en últim lloc, l'introdueix en el coneixement d'Aristòtil i l'inicia en la qüestió dels transcendentals.
Quant a la seva influència posterior, Sant Tomàs tingué un paper capital, mai abans vist a l'Església Catòlica, com a referència i model de pensament, tant a la Inquisició com al Concili de Trento. Al segle xv els seus seguidors són molt diversos: el canceller Jean Gerson, l'inquisidor Tomás de Torquemada i Girolamo Savonarola. Al segle xvi defensen la seva doctrina i figura el Papa Pius V (que el nomenà Doctor de l'Església) i un bon nombre de distingits espanyols com el fundador de la Companyia de Jesús Ignasi de Loiola, el doctor místic Joan de la Creu (que empra constantment els seus principis per explicar els mecanismes espirituals), el cardenal Tomàs de Vio, Francisco de Vitoria i Domingo de Soto. Més endavant, assentant la reforma contra el protestantisme al segle xvii, destaquen el bisbe Francesc de Sales, Joan de Sant Tomàs, Francisco Suárez i Domingo Báñez.
Davant els nous corrents intel·lectuals com l'idealisme romàntic, el nihilisme vitalista, la filosofia de la consciència (Henri Bergson) i la fenomenologia, així com una branca fideista ultra-catòlica (Louis Eugène Marie Bautain, Louis de Bonald i el jove Félicité Robert de Lamennais), l'Església Catòlica recomanà directament Sant Tomàs per a un estudi veraç, d'acord amb la fe catòlica. Ja al segle xix Sant Tomàs és recomanat pels papes Lleó XIII (és famós per la seva encíclica Aeterni Patris) i Pius X (destacà el seu motu propio Doctoris Angelici) amb el suport dels cardenals Désiré-Joseph Mercier, Tomás Zigliara i Zeferino González, alhora que sorgeixen els grans inspiradors del neotomisme: Pierre Mandonnet i Ambroise Gardeil. I, finalment, al segle xx es tracta dels papes Pius XI (Studiorum Ducem) i Joan Pau II (format a l'Angelicum) el canceller Étienne Gilson, Josef Pieper, Réginald Garrigou-Lagrange, Jacques Maritain, Antonin-Dalmace Sertillanges i Sebastiaan Tromp.

## Iconografia
Se'l representa com una persona jove. La seva indumentària característica és l'hàbit negre i blanc de l'orde dominicà.
Atribut habitual, com a doctor de l'església, és la maqueta d'una església que sosté amb les mans. També es distingeix per un sol al pit que simbolitza la irradiació del seu coneixement. Com a escriptor apareix sovint amb una ploma i un llibre que fa referència a la seva obra Summa Teològica.
Obresː
- Predel.la del retaule major de la catedral de Vic, de Pere Oller
- Pintura de Just de Gant, s. XV (Museu del Louvre)[46]
- El triomf de Sant Tomàs d'Aquino, de Benozzo Gozzoli, c. 1475-1500 (Museu del Louvre)[47]
- La Verge dels Reis Catòlics (Museu del Prado)
- Apoteosi de Sant Tomàs d'Aquino, pintura de Zurbarán 1631 (Museu de Belles Arts de Sevilla)
- Relleu del retaule del Roser de l'església de Sant Pere Màrtir de Manresa, de Joan Grau i Magí Torrebruna, 1642-1656 (Museu del Barroc de Catalunya)